# 롤링 페이퍼

필터형 담배의 모습

롤링 페이퍼(rolling paper)는 담배를 만들기 위해 사용되는 특수한 종이이다. 롤링 페이퍼는 여러 담배 크기 시트들이 모인 팩이며 카드보드 래퍼 안에 접히는 경우가 일반적이다.
최초의 담배 페이퍼는 1764년 스페인 알코이(Alcoy)에서 생산되었다. 19세기 후반기에 들어 대중화되었다.
이 형태의 종이는 롤 형태이며 크기가 다양한 사각형 시트로 구성되어 있다. 색은 투명할 수도 있고 색이 존재할 수 있으며 맛이 나는 경우도 있다. 필터 내용물이 많으며 무게는 10-28 g/m2에 이른다. 흡연 특성을 통제하기 위해 이 종이는 담배 유형에 적합한 구멍이 있으며 연소를 통제하는 첨가물이 들어있다.